# 安哥拉—列支敦士登關係
安哥拉及其前身與列支敦士登之間的國際關係可追溯至1946年的傳教活動。兩國於2021年6月23日正式建立外交關係。自此以來，雙邊關係一直穩定。
安哥拉在列支敦士登未設立大使館，由其駐瑞士大使（駐地為）兼管与列支敦士登相关的外交事务。同樣地，位於安哥拉首都羅安達的瑞士大使館亦代表列支敦士登處理相關事務。

## 歷史
1940至1960年間，共有五位列支敦士登人加入了拉沙來特聖母傳教會。自1946年起，該教會活躍於葡屬安哥拉中部地區，如本格拉、萬博、盧班戈，有三名列支敦士登人長期在安哥拉從事傳教工作。傳教工作的主要資金最初源自列支敦士登市民及堂區的私人捐款，直至1965年成立列支敦士登發展服務處（Liechtensteinischer Entwicklungsdienst）後，列支敦士登政府開始提供資助。
安哥拉內戰期間，傳教工作一度受到嚴重影響，但仍有繼續。列支敦士登的義工亦有在安哥拉提供職業培訓及協助建築工程。